# Briken Calja
Briken Calja, né le 19 février 1990, est un haltérophile albanais.

## Palmarès

### Jeux olympiques
- 2016 à  Rio de Janeiro
  - 5e en moins de 69 kg
- 2012 à  Londres
  - 9e en moins de 69 kg

### Championnats du monde
- 2021 à  Tachkent
  -  Médaille d'argent au total en moins de 73 kg
  -  Médaille d'or à l'arraché en moins de 73 kg
  -  Médaille d'argent à l'épaulé-jeté en moins de 73 kg
- 2019 à  Pattaya
  -  Médaille de bronze à l'arraché en moins de 73 kg

### Championnats d'Europe
- 2021 à  Moscou
  -  Médaille de bronze au total en moins de 73 kg
  -  Médaille d'argent à l'épaulé-jeté en moins de 73 kg
- 2019 à  Batoumi
  -  Médaille d'argent au total en moins de 73 kg
  -  Médaille d'or à l'arraché en moins de 73 kg
  -  Médaille d'argent à l'épaulé-jeté en moins de 73 kg
- 2018 à  Bucarest
  -  Médaille d'or au total en moins de 69 kg
  -  Médaille d'or à l'arraché en moins de 69 kg
  -  Médaille d'or à l'épaulé-jeté en moins de 69 kg
- 2017 à  Split
  -  Médaille de bronze à l'épaulé-jeté en moins de 69 kg
- 2016 à  Førde
  -  Médaille de bronze à l'arraché en moins de 69 kg
- 2013 à  Tirana
  -  Médaille de bronze à l'épaulé-jeté en moins de 69 kg